# Coelioxys porterae
Coelioxys porterae är en biart som beskrevs av Cockerell 1900. Coelioxys porterae ingår i släktet kägelbin, och familjen buksamlarbin. Inga underarter finns listade i Catalogue of Life.